# Ana María Polvorosa
Ana María Polvorosa, née le 14 décembre 1987 à Getafe dans la Communauté de Madrid est une actrice espagnole.

## Biographie
Elle est née à Madrid. Elle a participé à plusieurs séries, dans des petits rôles secondaires. Son premier rôle marquant est celui de Lorena dans Aida.
En 2008, elle joue le rôle de Marina dans le film Mentiras y Gordas, film de Albacee et de Menkes pour lequel elle reçoit le prix d'interprétation LesGai.
En 2012, elle abandonne son rôle dans la série Aida (même si elle apparaîtra dans le dernier épisode de la série en 2014), et se retrouve dans Fenomenos, dans le rôle de Claudia de los Arcos.
À partir de 2017, elle interprète le rôle d'Óscar Millán, membre de la célèbre association féministe du Lyceum club femenino, dans la série Les Demoiselles du téléphone, disponible sur Netflix.

## Théâtre
- 2007 : Olvida los tambores (es), mise en scène de Ana Diosdado (es) : Dir. Víctor Conde
- 2013-2014 : Hoy no me puedo levantar (es), mise en scène de Nacho Cano : Dir. Secun de la Rosa

## Filmographie

### Cinéma

#### Longs métrages
- 2004 : Escuela de seducción (es) de Javier Balaguer (es) : Ana
- 2007 : Atasco en la nacional (es) de Josetxo San Mateo : Estíbaliz Montoro
- 2009 : Mentiras y gordas d'Alfonso Albacete (es) et David Menkes (es) : Marina
- 2011 : No lo llames amor... llámalo X (es) de Oriol Capel : Lourdes Hinojosa
- 2015 : Mi gran noche d'Álex de la Iglesia : Yanire
- 2017 : Pieles de Eduardo Casanova (es) : Samantha

#### Courts métrages
- 2005 : La gota de Alfonso Sanchez
- 2009 : Ansiedad de Eduardo Casanova (es) : Hanna
- 2013 : Amor de madre de Eduardo Casanova : Úrsula
- 2015 : Eat My Shit de Eduardo Casanova : Samantha

### Télévision

#### Séries télévisées
- 2000 : Raquel busca su sitio (es) : Marta (25 épisodes)
- 2002-2003 : Javier ya no vive solo (es) : Carolina (26 épisodes)
- 2003 : Hospital Central : Jara Vaquero (1 épisode)
- 2003-2004 : Ana y los 7 (es) : Blanca (18 épisodes)
- 2004 : El comisario (es) : Ana María (1 épisode)
- 2005-2014 : Aída (es) : Lorena García García (173 épisodes)
- 2012-2013 : Fenómenos (es) : Claudia de los Arcos (9 épisodes)
- 2015-2016 : Amar es para siempre : María de los Dolores "Loli" Real Sanchez (254 épisodes)
- 2017 - 2020 : Les Demoiselles du téléphone (Las chicas del cable) : Sara / Oscar Millán (37 épisodes)
- 2024 : Dernière nuit à Tremor : Judy Garmendia (Netflix - 8 épisodes)

#### Téléfilm
- 2005 : Los Recuerdos de Alicia de Manuel Estudillo

## Liens Externes
- Notices d'autorité :   - VIAF
  - ISNI
  - Espagne
- Ressources relatives à l'audiovisuel :   - Allociné
  - IMDb